# Wilhelm Themer
Wilhelm Themer, auch Wilhelm Thémer (* um 1817 in Düsseldorf; † 11. September 1849 in Köln), war ein deutscher Landschaftsmaler der Düsseldorfer Schule.

## Leben
Themer, Sohn eines Juristen, schrieb sich im Alter von 21 Jahren am 4. Mai 1838 an der Königlichen Akademie der Bildenden Künste München im Fach Malerei ein. Außerdem war er Schüler der Kunstakademie Düsseldorf. Themer lebte und arbeitete in Köln und stellte im Kölnischen Kunstverein aus. In Düsseldorf veröffentlichte er 1843 die Schrift Leben und Erfahrungen eines Malers genannt Wasi, ein Werk aus Knittelreimen mit Holzschnitten zur Illustration. Als er 1845 in einer Kölner Kneipe über König Friedrich Wilhelm IV. äußerte, dieser sei ein Lügner und Schurke, weil er die bei der Krönung versprochene Konstitution nicht gewähre, geriet er wegen Majestätsbeleidigung mit der Justiz in Konflikt. Am 10. Juni 1845 erließ der Kölner Ober-Prokurator Müller einen Steckbrief, in dem der zuletzt in Köln wohnhafte Maler Wilhelm Themer, der sich nach einer gegen ihn eingeleiteten Untersuchung durch Flucht entzogen hatte, zur Verhaftung ausgeschrieben wurde. 1845 war Themer mit einer abendlichen Landschaft auf einer Kunstausstellung in Brüssel vertreten.

## Schrift
- Leben und Erfahrungen eines Malers genannt Wasi. Franck, Düsseldorf 1843 (Digitalisat).